# 항왜
항왜(降倭)는 넓은 뜻으로는 한국에서 귀화한 일본인들을 가리키던 용어이지만, 좁은 뜻으로는 임진왜란 당시 조선 및 명에 투항한 일본군을 가리킨다. 반대로 조선인이면서 일본에 투항하거나 협력한 사람은 '순왜'(順倭)라고 불렀다.
항왜는 전쟁 당시 조선군의 전력 향상에 적지 않은 도움을 주었고, 전쟁이 끝난 후에도 조선에 남아 자손을 낳고 살기도 했다. 그들 가운데 일부는 이괄의 난에 가담하고, 거꾸로 난을 진압하는 데 활약하거나 병자호란 때 청군을 막는데 활약하기도 했다.
임진왜란때 조총술을 조선군에 전파하고 전장에서도 혁혁한 공을 세웠으며, 이괄의 난을 평정하는데 앞장서 조선국왕으로부터 성과 이름을 받은 김충선(金忠善, 일본명 사야가沙也可)이 대표적인 인물이다.

## 임진왜란 전의 항왜
항왜라는 말은 나오지 않지만 일본 사람들이 한국으로 귀화한 사례는 벌써 10세기 말인 999년(목종 2)부터 등장하기 시작한다. 《조선왕조실록》 상에서 항왜는 14세기 말인 1396년(태조 5)부터 등장하기 시작한다. 세종 대에는 조선에 완전히 귀화하고 조선 여성과 결혼해 자손을 둔 사람도 있었으며, 세조 대에는 항왜들에게 본관을 하사한 사례가 있었다.

## 임진왜란 중 항왜 발생의 원인
임진왜란 중에 항왜들이 생기는 원인으로는 열악한 식량 사정, 과중한 노역, 조선 조정의 우대책 등이 있다. 그 결과 1595년 말에는 이미 항왜의 숫자가 5~6천 명 가량이나 되었다.

## 조선식 성명으로 바꾸다
이들은 때때로 조선의 성과 이름을 하사받기도 했으며 또는 시간이 오래 지나면서 자신의 이름을 조선식 성과 이름으로 바꾸기도 했다(성씨로 예를 들면 신(辛), 여(呂), 김(金) 등).

## 활동상

### 전쟁 중
이들은 전쟁에 공을 세우거나, 기술을 전수하는 일 등을 맡았었다.

### 종전 후
이들의 활동상은 전쟁이 끝난 뒤에는 (김충선 같은 사람을 제외하면) 찾아보기가 어렵다. 하지만 드문드문 남아있기도 하다. 예를 들면 전쟁이 끝난 뒤에 김귀순(金歸順)은 항왜를 처리·관리하는 일, 포수(砲手)를 선발하는 일, 도적을 잡아 오는 일 등을 맡았었다.

## 목록
《조선왕조실록》, 《서애집》, 《난중일기》, 《울산부 호적》 등 고문헌에 나오는 항왜 중 일부로는 다음과 같이 있다. 가나다순으로 정리했다.
- 기오질기(其吾叱己)
- 김귀순(金歸順)
- 김성인
- 김충선
- 남여문(南汝文)
- 노고여문(老古汝文)
- 노부토키로(延時老)
- 마고토키로(孫時老)
- 사고여무(沙古汝武)
- 산여문(山如文)
- 신시로(信時老)
- 여여문
- 연사보로(衍沙甫老)
- 염지(念之)
- 오카모도 에치고(岡本越後)
- 요질기(要叱其)
- 조사랑(助四郞)
- 준사(俊沙)
- 평구로(平仇老)

## 관련 대중 매체
- 네이버 웹툰 《칼부림》 - 고일권 작. 이괄의 난 당시 반란군에 가담했던 서아지 등 항왜들이 이야기 서사의 한 축을 담당하고 있다.

## 참고 문헌
- 《고려사》
- 《조선왕조실록》
- 《난중일기》
- 《모하당문집》(중간본)
- 《계본등록》